# Sälktjärnen
Sälktjärnen är en sjö i Smedjebackens kommun i Dalarna och ingår i Norrströms huvudavrinningsområde. Sjöns area är 0,031 kvadratkilometer och den befinner sig 182 meter över havet.